# Calliphora genarum
Calliphora genarum este o specie de muște din genul Calliphora, familia Calliphoridae. A fost descrisă pentru prima dată de Zetterstedt în anul 1838. Conform Catalogue of Life specia Calliphora genarum nu are subspecii cunoscute.